# Eckart Seith
Eckart Seith (* 1957) ist ein deutscher Jurist und Anwalt für Wirtschaftsrecht in Stuttgart. Bekannt wurde er als Whistleblower im Zusammenhang mit dem Steuerbetrug durch Cum-Ex-Geschäfte.

## Beruflicher Werdegang
Eckart Seith studierte in den 1970er Jahren an der Universität Hamburg einen Reformstudiengang, der Rechtswissenschaften mit Ökonomie und Sozialwissenschaften verband.  Er promovierte im Bereich des internationalen Steuerrechts. Im Jahr 1994 gründete er die heutige Anwaltskanzlei Seith Miller Lechner Partnerschaft mbB. Eckart Seith berät mittelständische Unternehmen und Privatpersonen. Seit 2014 ist er als Honorarprofessor für Recht an der Merz Akademie Hochschule für Gestaltung, Kunst und Medien in Stuttgart tätig.

## Aufdeckung der Cum-Ex-Geschäfte
Eckart Seith vertrat als Wirtschaftsanwalt mit Sitz in Stuttgart den Drogerieunternehmer Erwin Müller in einer Schadensersatzklage gegen die Schweizer Bank J. Safra Sarasin. Erwin Müller hatte auf Empfehlung der Bank mehrere Millionen Euro bei dem Luxemburger Fondshaus Sheridan investiert. Die Bank hatte verschwiegen, dass der Fonds Cum-Ex-Geschäfte ausführen sollte, die darauf abzielen, einmal bezahlte Kapitalertragssteuern mehrfach von den Finanzämtern erstatten zu lassen. Durch das Verbot der Cum-Ex-Geschäfte hatte Müller einen Verlust von 45 Millionen Euro erlitten. Im Rahmen dieses Mandats spielten interne Dokumente der Bank J. Safra Sarasin eine wichtige Rolle, die Seith zugespielt wurden. Darin enthalten waren Notizen zu den Kundengesprächen mit Erwin Müller und Gutachten der internationalen Rechtsanwaltskanzlei Freshfields, die Aufschluss über das Cum-Ex-Konzept des Fonds gaben und der Bank schlechte Aussichten in der Auseinandersetzung mit Erwin Müller bescheinigten. Auch mithilfe dieser Informationen gewann Seith den Rechtsstreit im Jahr 2018 und setzte die Schadenersatzforderungen in Höhe von 45 Millionen Euro zugunsten Müllers durch.
Eckart Seith stellte die internen Dokumente der Bank Sarasin dem deutschen Bundeszentralamt für Steuern, der Staatsanwaltschaft Köln, der Staatsanwaltschaft Zürich und der Eidgenössischen Finanzaufsicht Finma zur Verfügung. Seine Enthüllungen lösten umfassende Ermittlungen des Cum-Ex-Skandals aus, der als größter europäischer Steuerbetrug der Nachkriegszeit gilt. Dabei unterstützte die Schweiz erstmals deutsche Ermittler in einem deutschen Steuerfall und führte eine Razzia bei Bankern von J. Safra Sarasin durch.
Eckart Seith und zwei ehemalige Angestellte der Bank Sarasin werden seit 2014 von der Zürcher Justiz mit Zustimmung der Schweizer Bundesanwaltschaft verfolgt. Die Staatsanwaltschaft Zürich beantragte gegen Seith wegen Verstößen gegen das Schweizer Bankgesetz und wegen Wirtschaftsspionage eine Gefängnisstrafe von 3 Jahren und 6 Monaten. Die erste Strafverhandlung fand im April 2019 vor dem Bezirksgericht Zürich statt. Der Prozess wurde öffentlich kritisiert, unter anderem vom rechtspolitischen Sprecher der SPD, Johannes Fechner. Er bemängelte, dass der erste Strafprozess im Zusammenhang mit Cum-Ex gegen die Aufklärer und nicht gegen die Täter geführt wurde. Am 9. April 2019 sprach das Bezirksgericht Zürich Seith vom Vorwurf der Wirtschaftsspionage frei, verurteilte ihn jedoch wegen Vergehen gegen das Bankengesetz zu einer bedingten Geldstrafe und zur Tragung der Verfahrenskosten. Sowohl die Staatsanwaltschaft Zürich als auch Seith legten gegen das Urteil Berufung ein. Im Dezember 2021 wurde der Prozess vor dem Obergericht Zürich fortgesetzt. Mit Beschluss vom 17. Dezember 2021 hob das Obergericht das Urteil des Bezirksgerichts auf und stellte fest, dass die Beweismittel wegen Befangenheit der ermittelnden Staatsanwälte nicht verwertbar seien. Das Schweizer Bundesgericht hob diesen Entscheid jedoch im August 2022 auf und verwies die Sache zurück an das Obergericht Zürich. Im Dezember 2024 wurde der Prozess fortgesetzt aber bereits nach wenigen Tagen eingestellt. Der Entscheid ist allerdings noch nicht rechtskräftig.

## Auszeichnungen
Am 23. Oktober 2022 wurde Eckart Seith von der Arnold-Freymuth-Gesellschaft mit dem Arnold-Freymuth-Preis für sein Engagement für den sozialen und demokratischen Rechtsstaat ausgezeichnet. Die Laudatio hielt der ehemalige Finanzminister von Nordrhein-Westfalen und ehemalige Bundesvorsitzende der SPD, Norbert Walter-Borjans.

## Rezeption
Im Rahmen der Ausstellung Gier. Was uns bewegt im Haus der Geschichte Baden-Württemberg wurde Seiths Schreiben an das Bundeszentralamt für Steuern als zeitgeschichtliches Dokument sowie sein Interview zum Thema „Gier in der Finanzwelt“ ausgestellt.